# Tarcenay
Tarcenay korábbi község (település) Franciaországban, Doubs megyében. 2019. január 1-jén Foucherans községgel egyesült és Tarcenay-Foucherans új község része lett.
Lakosainak száma 1014 fő (2015). Tarcenay Saône, Foucherans, Le Gratteris, Malbrans, Mérey-sous-Montrond, Scey-Maisières, La Vèze és Villers-sous-Montrond községekkel határos.

## Népesség
A település népessége az elmúlt években az alábbi módon változott:
| Lakosok száma | 993  | 1014 | 1035 |
|               | 2013 | 2015 | 2016 |